# Werner Reinert
Werner Reinert (* 25. April 1922 in Saarbrücken; † 3. Februar 1987 in Berlin) war ein saarländischer Schriftsteller und ein Unterstützer eines unabhängigen Saarlandes.

## Leben
Werner Reinert wurde 1922 in Saarbrücken geboren. Während des Krieges war er Soldat in Russland und Italien. Bei Monte Cassino wurde er schwer verwundet. Er war ein Gegner der Nationalsozialisten und hatte Kontakt zum Widerstand. Nach dem Krieg studierte er ein  Germanistik und Philosophie in Freiburg, wo er auch promovierte. 1950–1953 war er Referent im Kultusministerium Saarbrücken, danach bis 1956 Presse-Attaché in Paris. Er stritt für ein selbständiges Saarland mit europäischer Ausrichtung (Mitarbeit am Saar-Statut), aber dieses wurde abgelehnt. Nach dem Anschluss des Saarlandes an die Bundesrepublik Deutschland lebte er in innerer Emigration, teilweise dann auch in Südfrankreich und Marokko. Er starb in Berlin und wurde auf dem Waldfriedhof in Berlin-Zehlendorf beigesetzt.
Der Filmemacher Georg Bense wird mit der Einschätzung zitiert, Reinert sei „der vergessene, ignorierte, übergangene Dichter“.

## Werke
- Knaut. Kiepenheuer & Witsch, Köln/ Berlin 1963, DNB 575770074.
- halte den tag an das Ohr. Gedichte. Piper, München 1966, DNB 457916524.
- Steinkreis. Bläschke Verlag, A St. Michael 1979, ISBN 3-7053-0967-6.
- Der Dicke muss weg. Ein Saar-Roman. Queisser Verlag 1980, ISBN 3-921815-21-5.